# Pance (Slovenië)
Pance is een dorp in de gemeente Ljubljana in Slovenië. Het dorp ligt op een hoogte van ruim 520 meter bij de grens tussen de gemeente Ljubljana en de gemeente Grosuplje. 

## Geschiedenis
Het dorp kan in een historische context geplaatst worden. Er hebben in het verleden opgravingen plaatsgevonden en er doet een legende de ronde dat aan de rand van het dorp, op Kačji hrib (Slangenheuvel), ooit Krokarjev Grad (Het Ravenkasteel) gestaan zou hebben.

## Ontwikkeling
Het centrum van het dorp is een beschermd monument, maar het beschermd dorpsgezicht is enigszins verloren gegaan door de modernere bebouwing. Het dorp is zich in economische termen aan het ontwikkelen. Het is de thuisbasis van een groeiend aantal bedrijven en ondernemingen die veelal met succes groeien.

## Bereikbaarheid
Toegang is mogelijk vanuit meerdere invalswegen richting de vallei waarin Ljubljana ligt, alsook vanuit de gemeenten Grosuplje en Šmarje-Sap vanwege de doordeweekse busverbinding van de reguliere stadsbuslijn  28 (Kodeljevo – Sostro – Mali Lipoglav). De strategische ligging van Pance is ook de reden dat deze is geplaatst op de lijst van strategisch belangrijke punten van de Sloveense krijgsmacht.
1. ↑  Prebivalstvo - izbrani kazalniki, naselja, Slovenija, letno. Statistični urad Republike Slovenije. Geraadpleegd op 28 april 2021.